# Diviaky nad Nitricou
Diviaky nad Nitricou este o comună slovacă, aflată în districtul Prievidza din regiunea Trenčín. Localitatea se află la altitudinea de 290 m deasupra n.m., se întinde pe o suprafață de 19,86 km2 și în 2017 număra 1.740 de locuitori.

## Istoric
Localitatea Diviaky nad Nitricou este atestată documentar din 1210.

## Demografie
| An:                | 1994 | 2004   | 2014   | 2024   |
| ------------------ | ---- | ------ | ------ | ------ |
| Număr de persoane: | 1763 | 1798   | 1761   | 1760   |
| Diferență:         |      | +1,98% | −2,05% | −0,05% |

| An:                | 2023 | 2024   |
| ------------------ | ---- | ------ |
| Număr de persoane: | 1771 | 1760   |
| Diferență:         |      | −0,62% |